# Pasión (película de 1982)
Passion es una película francesa de 1982 dirigida por Jean-Luc Godard, que fue la segunda película filmada después de su retorno al cine convencional en los años 1980, algunas veces referido como la Segunda Ola. Como todas las películas de Godard filmadas en este período, dispuso de un mayor presupuesto para el casting y la distribución. Su contenido está impregnado de la estética de la post-Nouvelle vague, cuando incursiona en el video y la filmación de ensayos. 
La película marca la reunión de Godard con el director de fotografía Raoul Coutard, su colaborador más famoso durante la era Nouvelle vague. La última vez que habían trabajado juntos fue en Week End (1967), que es usualmente considerado el fin de la Nueva Ola. Como la mayor parte del trabajo de Godard de este período, la película fue filmada en color con una relación de aspecto de 1,37. Coutard ganó el Gran Premio Técnico por la fotografía en el Festival de Cannes 1982.

## Reparto
- Isabelle Huppert: Isabelle.
- Hanna Schygulla: Hanna, la actriz.
- Michel Piccoli: Michel Boulard.
- Jerzy Radziwilowicz: Jerzy, el director de escena.
- László Szabó: Laszlo, el productor.
- Jean-François Stévenin: el maquinista.
- Patrick Bonnel: Bonnel.
- Sophie Lucachevski - la continuista.
- Ezio Ambrosetti.
- Myriem Roussel.[2]
- Magaly Champos.
- Barbara Tissier.